# European Foundation for the Study of Diabetes
Die European Foundation for the Study of Diabetes (EFSD) (dt.: Europäische Stiftung für Diabetesforschung) wurde im Jahr 1999 von der European Association for the Study of Diabetes (EASD) (dt.: Europäischen Gesellschaft für Diabetesforschung) als Stiftung gegründet, um die Forschung im Bereich der Diabetologie in Europa zu unterstützen, neuerworbene Erkenntnisse zu verbreiten und anzuwenden. Inzwischen ist die EFSD die größte internationale gemeinnützige Stiftung für Diabetesforschung in Europa. Sie wird vom gleichen Vorstand wie die EASD geleitet.
Die EFSD ist eine gemeinnützige Stiftung, die Diabetesforschung finanziell unterstützt, die sich mit der Heilung und der Vermeidung aller Arten von Diabetes und den damit verbundenen Komplikationen beschäftigt.
Um diese Ziele zu verwirklichen, nimmt die EFSD private Spenden entgegen und baut die Kooperationen mit anderen Stiftungen und Partnern aus der Industrie kontinuierlich aus. Die EFSD hat im Zeitraum von 1999 bis 2008 über 50 Millionen € für die Forschungsförderung zur Verfügung gestellt. Neben den Programmen mit Industriepartnern gibt es mittlerweile zwei selbstfinanzierte Förderprogramme die im Besonderen klinische Forschungsprojekte und Kollaborationen zwischen west- und osteuropäischen Instituten finanzieren.
Mit ihren unterschiedlichen Programmen und Aktivitäten will die Stiftung die Sensibilisierung in Europa für diese schwerwiegende und sich schnell ausbreitende Krankheit erhöhen.
Wissenschaftler aus Universitäten und Kliniken können sich um Förderungssummen bis zu 500.000 € für klinische oder Laborstudien bewerben. Auch werden Fördermittel für junge Wissenschaftler, die durch einen Aufenthalt in einem ausländischen Labor Erfahrung sammeln und neue Techniken erlernen möchten, ausgeschüttet. Auch die Zusammenarbeit zwischen europäischen und asiatischen Forschungslaboren wird mit speziellen Programmen gefördert.
Alle eingereichten Anträge werden von einem unabhängigen Komitee, das aus Experten aus verschiedenen europäischen Ländern besteht, geprüft und bewertet. Die Verteilung der Gelder beruht auf rein wissenschaftlicher Basis ohne Einfluss der Sponsoren.